# Augustijnen (kloosterorde)
De verzamelnaam augustijnen verwijst naar twee families van kloosterorden, die zich beide naar de kloosterregel van Augustinus richtten. Op grond daarvan streven zij een innerlijke harmonie met God na.
De huidige paus Leo XIV is een augustijn.

## Augustijner koorheren
De Orde van Augustijner Koorheren is de verzamelnaam van verschillende religieuze families c.q. gemeenschappen levend volgens de Regel van Augustinus en die als zodanig deze titel dragen.
De geschiedenis van de augustijner koorheren, ook aangeduid als reguliere kanunniken, gaat terug tot in de 4e eeuw: met het Edict van Milaan uit 313, wordt de Kerk erkend en ziet men rondom de bisschop een presbyterium ontstaan, d.w.z. een groep van clerici die de bisschop bijstaat in het apostolaat en in het bestuur van het bisdom. Deze clerici wordt een regel (canon) opgelegd die het leven in gemeenschap regelt en ordent; vanaf de 11e eeuw is dit de Regel van Augustinus, aangevuld met zogenaamde consuetudines of constituties.

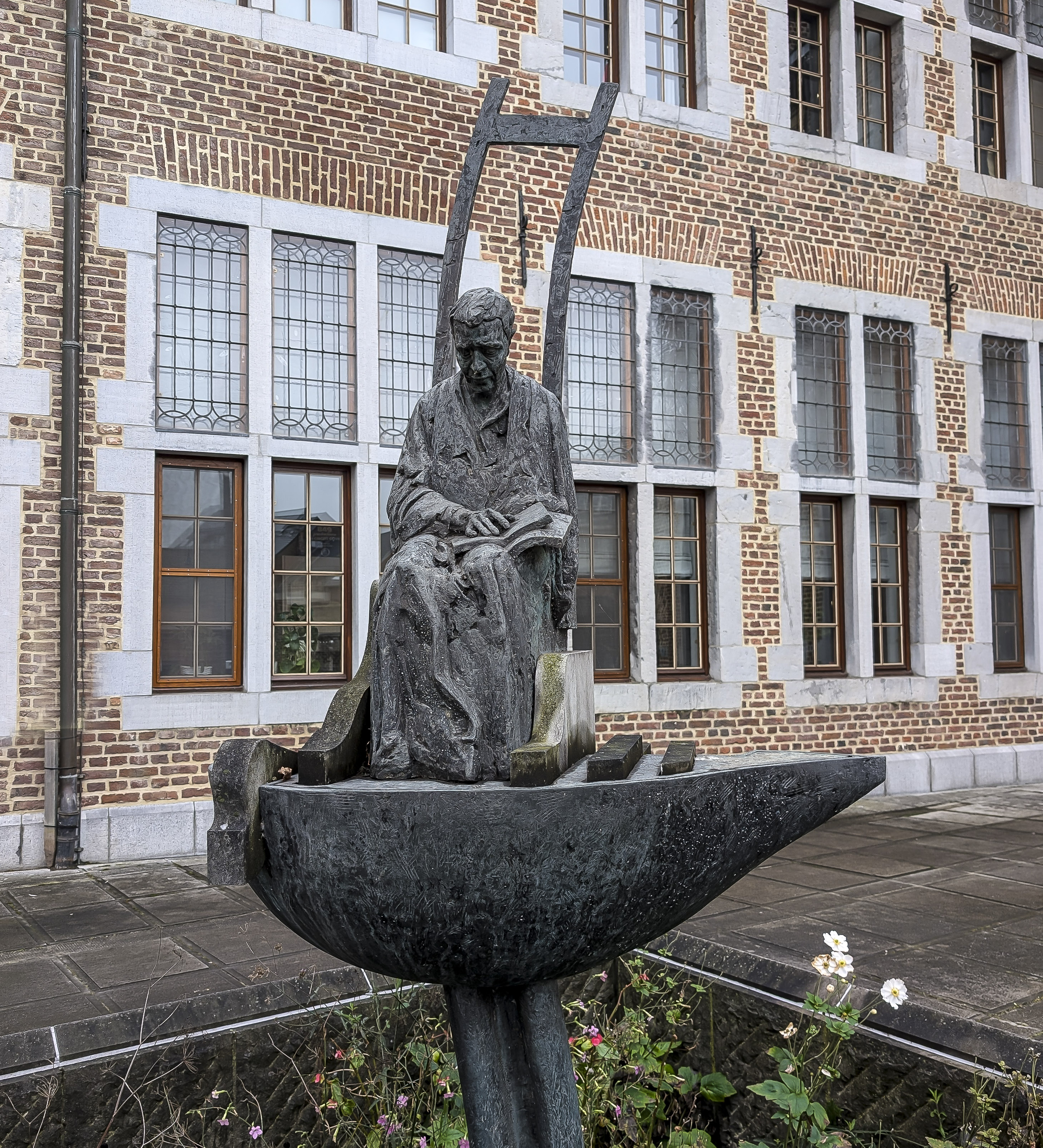
De augustijn bij het voormalige augustijnenklooster te Bree

In de 11e en 12e eeuw, en ook in de 14e en 15e eeuw, worden verschillende gemeenschappen van kanunniken aangemoedigd om zich te groeperen in zogenaamde congregaties onder leiding van een generale abt of proost. Belangrijke congregaties van augustijner koorheren waren en zijn o.a. de Congregaties van Arrouaise, Saint-Ruf, Lucca, Lateranen, Windesheim en Premontré.
De Franse Revolutie en ook het jozefinisme hebben de orde zware slagen toegebracht waardoor zij bijna volledig ten onder ging. In 1959 groeperen vier congregaties van reguliere kanunniken zich in een confederatie onder leiding van een abt primaat; vanaf 1994 telt deze confederatie negen congregaties:
- Reguliere Kanunniken van Sint-Jan van Lateranen (CRL)
- Reguliere Kanunniken van Oostenrijk (CRA)
- Reguliere Kanunniken van de Grote-Sint-Bernard (CRSB)
- Reguliere Kanunniken van de Heilige Mauritius (CRSM)
- Reguliere Kanunniken van Windesheim (CRV)
- Reguliere Kanunniken van Maria, Onbevlekt Ontvangen (CRIC)
- Reguliere Kanunniken van Maria, Moeder van de Verlosser (CRMR)
- Reguliere Kanunniken, Broeders van het Gemene Leven (CRVC)
- Reguliere Kanunniken van de Heilige Victor (CRSV)

Congregaties die (nog) niet behoren tot de Confederatie van Augustijner Koorheren zijn:
- Premonstratenzer Koorheren (OPraem)
- Reguliere Kanunniken van het Heilig Kruis (ORC)
- Duitse Orde (O.T.)
- Kruisheren (OSC)
- Kruisheren met de Rode Ster (OCr)
- Reguliere Kanunniken van de Moeder van God (Lagrasse, Frankrijk)
- Reguliere Kanunniken van de Heer Jezus (Vladivostok, Rusland)
- Reguliere Kanunniken van de Heilige Johannes Cantius (U.S.A.)
- Reguliere Kanunniken van het Nieuwe Jeruzalem (U.S.A.)

De augustijner koorheren hebben zich tot doel gesteld om vanuit een leven in gemeenschap, werkzaam te zijn in parochies, onderwijs, permanente vorming en geestelijke begeleiding.
Specifiek in het Nederlands taalgebied is de Orde van Augustijner Koorheren vertegenwoordigd door de premonstratenzer koorheren en de kruisheren. Een getuigenis uit het verleden van de aanwezigheid van augustijner koorheren in de Nederlanden is de voormalige Abdij Rolduc in Kerkrade, thans grootseminarie van het bisdom Roermond en conferentieoord.
Er is ook een vrouwelijke tak binnen deze Orde, namelijk de Augustijner Koorvrouwen oftewel Reguliere Kanunnikessen. Vaak stonden deze vrouwenkloosters onder toezicht van een klooster van augustijner koorheren en bij die gelegenheid namen de zusters de naam c.q. titel aan van de mannengemeenschap en vaak ook het ordekleed, de heiligenkalender, de spiritualiteit, enz.
In Nederland zijn de Augustijner Koorvrouwen nu nog vertegenwoordigd door de Reguliere Kanunnikessen van Windesheim, door de Reguliere Kanunnikessen van de Orde van het Heilige Graf (Maarssen en Sint-Odiliënberg) en door de Norbertinessen (Oosterhout).
Andere religieuze families die leven onder de Regel van Augustinus, maar die niet behoren tot de familie van augustijner koorheren zijn:
- alexianen
- servieten van Maria
- ursulinen
- visitandinnen oftewel zusters van de Orde van Maria Visitatie
- augustijner missiezusters
- birgittinessen

## Augustijner heremieten
In de twaalfde eeuw ontstond een nieuwe religieuze beweging in Noord- en Midden-Italië, die zich eveneens naar de regel van Sint-Augustinus richtte. Paus Alexander IV voegde in 1256 een aantal afzonderlijke congregaties van heremieten (kluizenaars) samen tot de nieuwe kloosterorde: de orde van de augustijner heremieten. Dit waren de heremieten van Sint-Augustinus, de janbonieten (zanbonini), de heremieten van Toscane, Brettino (Brictinensen of Brictini) en Montefavale (wilhelmieten), alsmede enkele kleinere groepen. Deze eenwording staat bekend als de grote vereniging (Magna Unio).
Lange tijd heette de orde dan ook officieel Ordo Eremitarum Sancti Augustini, afgekort OESA. De augustijner heremieten behoren tot de bedelorden. Zij stellen zich ten dienste van de armen en verrichten pastorale werken. Behalve de augustijnen zelf leefden ook bedelorden als de dominicanen naar de regel van Augustinus.
In 1275 werd in Dordrecht het eerste Noord-Nederlandse klooster van deze orde gesticht. In 1296 werd er door de familie Borluut een klooster gesticht in Gent.
Tot de kloosterfamilie van de augustijner heremieten kunnen we ook enkele onafhankelijke kloosterorden rekenen:
- Orde van Sint Wilhelmus, Wilhelmieten – Ordo Erimitarum Sancti Guilielmi
- Orde van Sint Paulus de Heremiet – Ordo Sancti Pauli Primi Eremitæ (OSPPE)
- Orde van de Heremieten van Grandmont – Ordo Grandimontensium
- Orde van de Heremieten van Sint Jeroen – Ordo (Eremitarum) Sancti Hieronymi (OSH)
- Ongeschoeide Augustijnen – Ordo Augustiniensium Discalceatorum (OAD)
- Augustijner Recollecten – Ordo Augustinianorum Recollectorum (OAR)
- Paters Assumptionisten.

## De Regel van Augustinus
Onder deze benaming gaan verschillende met elkaar samenhangende teksten schuil. Door deze kloosterregel en teksten over het kloosterleven is de invloed van de augustijnen veel groter dan men op het eerste gezicht zou denken. In de vertaling van Vincent Hunink zijn vijf teksten bijeengebracht:
- Praeceptum
- Ordo monasterii
- Obiurgatio
- Regularis informatio
- Ordo monasterii feminis datus

Het Praeceptum is rond 397 geschreven en behandelt een aantal kernvragen uit het kloosterleven. De Ordo monasterii en de Obiurgatio betreffen meer praktische zaken: de Obiurgatio is een brief waarin Augustinus waarschuwt voor verdeeldheid. Ook de twee laatste teksten zijn eigenlijk brieven. Kort samengevat is de Regel van Augustinus een richtlijn voor een religieuze gemeenschap die het leven in liefde, eenheid en dienstbaarheid aan elkaar en God centraal stelt.

## Organisatie van de augustijner heremieten
Het generalaat, het algemene bestuur van de orde, is gevestigd in Rome. De orde wordt geleid door een prior generaal, bijgestaan door een vicaris-generaal en het generaal bestuur. De leden van het generaal bestuur komen uit de provincies (provincialaat) van de orde.
Vervolgens zijn er federaties van de orde, die grote gebieden van de wereld bestrijken. De federaties zijn vaak 'losse' samenwerkingsverbanden van lokale provincies. De federatie Noordwest-Europa omvat bijvoorbeeld de augustijnse provincies van Duitsland, Oostenrijk, Nederland en België. Naast provincies bestaan er nog, kleinere, vicariaten.
Daarnaast is er een uitgebreide Familia Augustiana, die vooral uit leken bestaan die zich verbonden voelen met de leefregel van Augustinus en de augustijnse spiritualiteit. Ook bestaan er augustijnse jongerengroepen in de diverse landen waar augustijnen wonen. De augustijner heremieten zijn in 1968 opgegaan in de Orde van Sint-Augustinus (Ordo Fratrum Sancti Augustini, OSA).

## Onderwijs
In de 20e eeuw werden Nederlandse augustijnen bekend door de oprichting van VWO scholen. Ze gaven jarenlang leiding aan onder meer het Triniteitslyceum en het Mendelcollege in Haarlem, het Augustinianum in Eindhoven en het Liduinalyceum in Schiedam en scholen in Venlo (het Thomas-college) en Waterland.